# Groundstroke
Um groundstroke ou ground stroke no ténis é um golpe de forehand ou backhand executado após a bola pular uma vez na quadra. Geralmente é executado na parte de trás da quadra de tênis, conhecida como linha de base.
Um jogador de tênis cuja estratégia é trocar bolas com o adversário é chamado de baseliner.
Existem muitos fatores que podem definir um bom groundstroke. Um groundstroke pode usar topspin e backspin. Ambos podem ser eficazes por diferentes razões relacionadas à profundidade, à força ou fraqueza do oponente, etc. Algumas características de groundstrokes são: profundidade (quão perto a bola está da linha de base do oponente), consistência (conseguir acertá-lo com frequência elevada), velocidade (a velocidade que se imprime na bola após execução do grounstroke), ritmo (o comportamento da bola depois que ela salta no lado do adversário), trajetória e ângulo. Se um "bom groundstroke" for jogado, ele geralmente teria uma combinação das características acima para produzir um golpe que é difícil para o oponente retornar. Geralmente, um groundstroke que aterra profundamente e no canto da quadra adversária tornará mais difícil para o adversário devolver a bola. No entanto, isso é um pouco arbitrário e depende do adversário e do estágio do ponto que está sendo jogado. Por exemplo, um golpe em ângulo curto, uma bola lunar (trajetória muito alta), um golpe fora do ritmo, etc., podem se mostrar eficazes contra o oponente A, mas não contra o oponente B.